# Lycée Vaucanson (Tours)
 (mars 2019).
Pour les articles homonymes, voir Lycée Vaucanson.
Le lycée Jacques de Vaucanson est un établissement d'enseignement secondaire et supérieur français au statut d'établissement public local d'enseignement (EPLE) situé à Tours en Indre-et-Loire. Sa classe préparatoire physique et technologie est 25e de France sur 69 et possède un internat mixte, ouvert le week-end.
Le lycée Jacques-de-Vaucanson ou lycée Vaucanson porte le nom de Jacques Vaucanson (1709-1782) (dit aussi Jacques de Vaucanson), inventeur et mécanicien français auquel on doit le célèbre canard de Vaucanson.

## Enseignements
Le lycée dispose des trois séries d'enseignement général et une technologique et prépare au baccalauréat S, ES, L et STI2D.  Le lycée abrite des classes préparatoires aux grandes écoles scientifiques (Classes préparatoires physique, technologie et sciences de l'ingénieur PTSI PT PT*) ainsi que des brevets de techniciens supérieurs (Systèmes photoniques et Conception et industrialisation en microtechniques)  .